# Nika Antolos
Nika Antolos (Rijeka, 10. kolovoza 1989.) hrvatska je pjevačica i jedna od članica grupe Feminnem.

## Počeci karijere
U osnovnoj školi pjevala je u školskom zboru, a u srednjoj školi pohađala je satove solo pjevanja. Sudjelovala je u raznim televizijskim natjecanjima, ali najzapaženiji je bio onaj 2009. godine, u showu Hrvatska traži zvijezdu, gdje dolazi do finala. Članice Feminnema primile su je u skupinu nakon javne audicije u Rijeci nakon HTZ-a.

## Singlovi
- 2012. – "Vječno za ljubav"
- 2012. – "O-la-la ft Romero Maui & Aleksandar Oluic"
- 2013. – "Luna (hrvatska verzija)"
- 2013. – "Luna (engleska verzija)"